# Orycterocetus
Orycterocetus es un género extinto de cetáceo odontoceto relacionado con los cachalotes modernos que existió durante el Mioceno. Este género tenía tres especies O.cornutidens, O.crocodilinus (sinónimo Gargantuodon ligerensis) y O. quadratidens.
El género se describió inicialmente como habitante del mar del Norte, sin embargo en 2004 se reportó el hallazgo de una mandíbula incompleta de un ejemplar perteneciente a este género. Se trató de una sínfisis alargada y angosta, con dientes cilíndricos, ligeramente curvados y carentes de esmalte. El espécimen fue encontrado de unos sedimentos del periodo Mioceno en el sur de Italia y representa el primero de estos hallazgos en el Mediterráneo. Considerando la amplia difusión del género en el Atlántico Norte, se cree que la presencia inusual en el Mediterráneo se debió a cierto grado de intercambio entre los cetáceos de esta zona y los del Atlántico Norte durante el Mioceno.

## Especies
El género Orycterocetus contiene tres especies:
- Orycterocetus cornutidens Leidy, 1856
- Orycterocetus crocodilinus Cope, 1868
- Orycterocetus quadratidens Leidy, 1853, (especie tipo)